# Amtsgericht Sierenz
Das Amtsgericht Sierenz war ein deutsches Amtsgericht mit Sitz in Sierenz in den Jahren 1879 bis 1918.

## Geschichte
Landser und Habsheim waren Sitze von französischen Friedensgerichten. Nach der Abtretung Elsass-Lothringens im Frieden von Frankfurt an das Deutsche Reich 1871 wurde die Gerichtsstruktur mit dem Gesetz, betreffend Abänderung der Gerichtsverfassung vom 14. Juli 1871 und der Ausführungsbestimmung hierzu vom gleichen Tag neu geregelt. Dabei wurden die Friedensgerichte beibehalten. Durch Verordnung des Reichskanzlers vom 7. August 1871 wurde das Friedensgericht Landser aufgehoben und sein Sprengel dem Friedensgericht Habsheim zugeordnet.
Im Rahmen der Reichsjustizgesetze wurden 1879 die Friedensgerichte im Reichsland Elsass-Lothringen aufgehoben und Amtsgerichte gebildet. Es entstand jedoch kein Amtsgericht Habsheim. Der Kanton Habsheim wurde stattdessen dem Amtsgericht Mülhausen zugeordnet. Quasi als Nachfolger des Friedensgerichtes Landser entstand das Amtsgericht Sierenz. Es war dem Landgericht Mülhausen nachgeordnet.
Am Gericht bestand 1880 eine Richterstelle. Das Amtsgericht war ein kleines Amtsgericht im Landgerichtsbezirk. Es war auch Rheinschifffahrtsgericht.
Der Gerichtsbezirk umfasste 1895 den Kanton Landser mit 154 Quadratkilometern und 12.797 Einwohnern und 22 Gemeinden.
Nach der Abtretung Elsass-Lothringens an Frankreich nach dem Ersten Weltkrieg wurde das Amtsgericht Sierenz als „Tribunal cantonal Sierentz“ weitergeführt. Im Zweiten Weltkrieg wurde 1940 von der deutschen Besatzungsmacht die vorgefundene Gerichtsstruktur unter Verwendung deutscher Ortsnamen und Behördenbezeichnungen, hier also wieder als Amtsgericht Sierenz, fortgeführt.

## Gerichtsgebäude
Das Gerichtsgebäude trägt die heutige Adresse 17 rue Rogg Haas. Es wird als Musikschule genutzt.